# 케이트 오마라
케이트 오마라(Kate O'Mara, 1939년 8월 10일 ~ 2014년 3월 30일)는 잉글랜드의 배우이다.

## 출연 작품
- 배드 걸즈 (1999)
- 앱솔루틀리 패벌러스 (1992)
- 알라딘 (1992)
- 다이너스티 (1981)
- 포티 미니츠 (1981)
- 천사가 약속한 작은 별 (1978)
- 타마린드 씨드 (1974)
- 프랑켄슈타인의 공포 (1970)
- 뱀파이어 연인 (1970)
- 위험한 미소 (1967)
- Z 카스 (1962)
- 세인트(영어판) (1962)

## 같이 보기
- 영국 영화